# Roelof ten Napel
Roelof ten Napel (Joure, 1993) is een Nederlands schrijver, dichter, en essayist. In 2022 won hij De Grote Poëzieprijs. Ook werd zijn werk genomineerd voor de Joost Zwagerman Essayprijs, en was hij in 2015 laureaat van het C.C.S. Crone-Stipendium. Hij is de broer van schrijver en filosoof Harm Hendrik ten Napel.

## Schrijverscarrière
Ten Napel deed in 2012 en 2013 mee aan het schrijversplatform ABC Yourself onder begeleiding van Edward van de Vendel. Op 14 oktober 2014 verscheen Constellaties bij Uitgeverij Atlas Contact. Naar aanleiding van het boek werd aan Ten Napel het C.C.S. Crone-Stipendium uitgereikt. Zijn poëziedebuut Het woedeboek werd in 2019 genomineerd voor verschillende prijzen. In 2022 won Ten Napel De Grote Poëzieprijs voor zijn derde dichtbundel, Dagen in huis.

## Erkenningen
- 2015 - C.C.S. Crone-Stipendium voor Constellaties
- 2018 - Nominatie Beste Boek voor Jongeren voor Het leven zelf
- 2019 - Nominatie C. Buddingh'-prijs
- 2019 - Nominatie Grote Poëzieprijs
- 2019 - Nominatie Poëziedebuutprijs voor Het woedeboek.
- 2019 - School der Poëzie Jongerenprijs voor Het woedeboek.
- 2022 - De Grote Poëzieprijs voor Dagen in huis